# Stella Benson
Stella Benson (née le 6 janvier 1892 et morte le 7 décembre 1933) est une écrivaine, poétesse et militante féministe anglaise. Elle reçoit, en 1931, la Benson Medal de la Royal Society of Literature et le prix Femina des écrivains anglais en 1932, pour son livre Tobit Transplanted.

## Biographie

### Jeunesse
Stella Benson naît à Easthope dans le comté de Shropshire en 1892. Elle est la fille de Ralph Beaumont Benson, membre de la noblesse terrienne, et de Caroline Essex Cholmondeley. Elle est aussi la nièce de Mary Cholmondeley, une romancière anglaise.
Stella Benson passe une partie de son enfance dans des écoles en Allemagne et en Suisse. Elle commence à écrire un journal à l'âge de dix ans et le tient durant toute sa vie. Elle y raconte son quotidien et les relations familiales. Elle se lance un peu plus tard dans la poésie. Ses parents divorcent et son père devient peu présent. Il lui conseille d'arrêter d'écrire de la poésie et d'attendre d'être plus âgée et plus expérimentée. En réponse, Stella Benson se met à écrire davantage, c'est à cette période qu'elle écrit ses premiers manuscrits de romans.

### Carrière littéraire
Stella Benson vit principalement à Londres où elle s'implique dans le droit de vote des femmes. Son premier roman I Pose publié en 1915, s'inspire de son séjour aux Indes occidentales françaises durant l'hiver 1913-1914.
Pendant la Première Guerre mondiale, elle aide les femmes pauvres de l'East End de Londres à la Charity Organization Society. De cet engagement naissent les romans This Is the End (1917) et Living Alone (1919). Living Alone est un roman fantastique satirique sur une femme dont la vie est transformée par une sorcière.
En 1918, elle publie son premier volume de poésie, Twenty. La même année, elle décide de quitter l'Angleterre pour les États-Unis. Après un périple dans plusieurs villes, elle rencontre les écrivaines américaines Bertha Pope et Harriet Monroe.
De 1918 à 1919, elle vit dans une communauté bohème à Berkeley et à San Francisco. Elle côtoie Albert Bender, Anne Bremer, Witter Bynner, Sara Bard Field, Charles Erskine Scott Wood et Marie de Laveaga Welch. Elle devient tutrice à l'Université de Californie, puis relectrice éditoriale pour la presse universitaire. Sa vie en Californie lui inspire le roman The Poor Man publié en 1922.
En 1920, Stella Benson se rend en Chine, où elle travaille dans une école et un hôpital. Elle y rencontre James (Shaemas) O'Gorman Anderson, un officier anglo-irlandais aux douanes maritimes chinoises qu'elle épouse, à Londres l'année suivante. Elle suit son mari dans ses divers postes en Chine, y compris à Nanning, Pakhoi et Hong Kong. Elle relate leur amour dans le roman The Little World sorti en 1925.
Stella Benson est amie avec nombre d'écrivaines de son époque, telles que Winifred Holtby, Vera Brittain et Virginia Woolf.
Elle ne cesse d'écrire malgré le peu de reconnaissance. Elle publie Pipers and a Dancer (1924) et Goodbye, Stranger (1926), puis, un livre de récit de voyage, Worlds Within Worlds en 1928. Son œuvre la plus connue est le roman The Far-Away Bride. Il sort d'abord aux États-Unis en 1930 et, en 1931, en Grande-Bretagne, sous le nom de Tobit Transplanted.
Le dernier livre de Stella Benson, Mundos, est une sélection personnelle de ses meilleurs poèmes publié à titre posthume en 1935.

### Fin de vie
Stella Benson meurt d'une pneumonie le 7 décembre 1933, à Hạ Long dans la province vietnamienne du Tonkin. Immédiatement après sa mort, son mari lègue ses journaux à la bibliothèque de l'Université de Cambridge.

## Reconnaissance
Dans le deuxième volume de ses mémoires, Testament of Youth, Vera Brittain raconte sa réaction à l'annonce de la mort de Stella Benson. Virginia Woolf écrit à propos de sa mort : « Un sentiment curieux : quand un écrivain comme Stella Benson meurt, la réponse est diminuée ; Ici et maintenant ne sera pas éclairé par elle : c'est la vie amoindrie. »
Son amie Naomi Mitchison lui consacre aussi un chapitre de sa propre autobiographie You May Well Ask. Sont reprises de nombreuses citations de leur correspondance dans les années 1920 et au début des années 1930.
Selon George Malcolm Johnson, « Stella Benson avait une capacité unique à mélanger fantaisie et réalité, particulièrement évidente dans ses romans précédents et dans ses nouvelles. Son humour espiègle et son esprit méchant, souvent orientés vers une fin satirique, masquaient une compassion sous-jacente. Les romans et les histoires de Stella Benson (en particulier ses derniers plus réalistes) traitent souvent de graves problèmes sociaux et reflètent ses difficultés en tant que femme du XXe siècle : soutenir le suffrage féminin, assister à la tragédie de la Première Guerre mondiale et vivre dans un cadre colonial hostile et instable. Malgré son traitement très moderne et ironique du thème des individus perdus, isolés et aliénés dans des situations étranges et effrayantes, elle n'a pas suscité beaucoup d'attention critique contemporaine et mérite d'être réévaluée. »
Près de cinquante ans après sa mort, les journaux de Stella Benson sont rendus disponibles. Ils sont utilisés par Joy Grant pour écrire une biographie sur l'autrice.
En 2020, la maison d'édition Cambourakis traduit Living Alone et publie l'ouvrage sous le titre La Vie seule. La même année, les éditions Callidor, spécialisée en littérature de l'imaginaire, publient ce roman sous un autre titre, Le Fort Intérieur - Et la sorcière de l'île Moufle, faisant de Stella Benson l'une des pionnières de la light fantasy.

## Distinctions
Stella Benson reçoit, en 1931, la médaille Benson de la Royal Society of Literature. Son livre Tobit Transplanted remporte le prix Femina des écrivains anglais en 1932.

## Œuvres

### En langue anglaise
- (en) Stella Benson, I Pose, Londres, Macmillan, 1915 (ISBN 978-1-290-44277-0, lire en ligne)
- (en) Stella Benson, This is the End, Londres, Macmillan, 1917 (ISBN 978-3-7340-9310-4, lire en ligne)
- (en) Stella Benson, Twenty, Londres, Macmillan, 1918 (lire en ligne)
- (en) Stella Benson, Living Alone, Londres, Macmillan and Company, 1920 (lire en ligne)
- (en) Stella Benson, Kwan-yin, San Francisco, AM Bender, 1922 (lire en ligne)
- (en) Stella Benson, The Poor Man, Londres, Macmillan, 1922 (ISBN 978-0-6485905-6-9, lire en ligne)
- (en) Stella Benson, Pipers and a Dancer, Londres, Macmillan, 1924 (lire en ligne)
- (en) Stella Benson, The Little World, Londres, Macmillan, 1925
- (en) Stella Benson, The Awakening: A Fantasy, San Francisco, The Lantern Press, 1925 (ISBN 978-1-258-63286-1, lire en ligne)
- (en) Stella Benson, Goodbye, Stranger, Londres, Macmillan, 1926 (lire en ligne)
- (en) Stella Benson, The Man who Missed the Bus, Londres, E. Mathews & Marrot, 1928 (lire en ligne)
- (en) Stella Benson, Worlds Within Worlds: With Drawings by the Author, Londres, Macmillan, 1928 (lire en ligne)
- (en) Stella Benson, Tobit Transplanted, Londres, Macmillan, 1931 (lire en ligne)
- (en) Stella Benson, Hope Against Hope and Other Stories, Londres, Macmillan, 1931 (ISBN 978-1-4099-7563-2, lire en ligne)
- (en) Stella Benson, Pull Devil Pull Baker, Londres, Macmillan, 1933 (lire en ligne)
- (en) Stella Benson, Collected Short Stories, Londres, Macmillan, 1936 (lire en ligne)
- (en) Stella Benson, Mundos: An Unfinished Novel, Londres, Macmillan, 1935 (lire en ligne)
- (en) Stella Benson, Poems, Londres, Macmillan, 1935 (lire en ligne)

### En langue française
- Stella Benson, La Vie seule, Paris, Cambourakis, 2020 (ISBN 978-2-36624-531-8)
- Stella Benson (trad. Faustine Lasnier, préf. Dennis Harrison, postface Dr Jem Bloomfield, ill. Anouck Faure), Le Fort Intérieur - Et la sorcière de l'île Moufle, Paris, Callidor, coll. « L'Âge d'or de la fantasy », octobre 2020, 272 p. (ISBN 978-2-901207-09-2)
- Stella Benson, Tobie et l'Ange, Paris, Plon, 1932